# South Sioux City (Nebraska)
South Sioux City je grad u američkoj saveznoj državi Nebraska. Prema popisu stanovništva iz 2010. u njemu je živjelo 13,353 stanovnika.